# Актриса тысячелетия
«Актриса тысячелетия» (яп. 千年女優 сэннэн дзёю:, Millennium Actress) — аниме режиссёра Сатоси Кона, выпущенное на студии Madhouse в 2001 году. Оно рассказывает историю о документалисте, исследующем жизнь пожилой актрисы, где кино и жизнь перемешиваются и спутываются.

## Сюжет
Аниме снято в стиле «фильм в фильме», а сюжет написан в сложной повествовательной манере.
Главный герой — режиссёр по имени Гэнъя Татибана, работающий над документальным фильмом об известной актрисе Тиёко Фудзивара. Киностудию, на которой она играла, сносят, а постаревшая Тиёко давно отошла от публичной жизни, но с удовольствием сотрудничает с Татибаной. Она начинает рассказывать историю своей жизни с самого начала и до вершины славы. Её рассказ перемешивается со сценами фильмов, в которых Тиёко играла главные роли, так что становится сложно понять, что из этого реальные события, а что — сценарий. Жизнь Тиёко проходила в неспокойные времена, а её героини жили во времена от периода Сэнгоку до футуристических космических эпох.
Тиёко родилась в Великое землетрясение Канто, в дальнейшей жизни землетрясениями сопровождаются все кульминационные события. Ребёнком, в 1930-е, Тиёко помогает художнику-диссиденту спрятаться от фашистского правительства. Тиёко влюбляется в художника, но он вынужден бежать уже на следующий день, предварительно оставив Тиёко ключ от своего чемодана с принадлежностями для рисования. Несмотря на возражения матери, Тиёко становится актрисой, чтобы иметь возможность путешествовать: она надеется найти художника и отдать ему ключ. Так как сюжет намеренно стирает грань между реальным прошлым Тиёко и ролями в фильмах, многие детали в сюжете остаются неясными, например действительно ли она отправилась в Маньчжурию в поисках художника или заключал ли её в тюрьму полицейский, преследовавший художника и видела ли она действительно, как художника всё таки арестовали и увели в неизвестном направлении. 
Тиёко гонится за своим возлюбленным во всех фильмах, где снималась, да и в жизни она, уже замужняя женщина, не может отказаться от постоянной погони. С окончанием рассказа актрисы начинается землетрясение, которое ранит её, Татибана увозит Тиёко в больницу. По дороге в больницу Татибана вспоминает разговор с полицейским. Тот рассказывает, что он поймал художника на следующий день после допроса Тиёко, пытал и, поскольку тот ничего не сказал, убил. Татибана не мог рассказать это Тиёко много лет. Режиссёр со своим оператором приходят в палату к актрисе и прощаются с ней. Там она говорит Татибане, что она любила саму погоню за художником.
В конце фильма Тиёко умирает, чтобы продолжить ловить художника в следующей жизни.

## Список персонажей
Тиёко Фудзивара (яп. 藤原千代子) — главная героиня фильма, известная актриса.
Сэйю: Фумико Орикаса (детство), Мами Кояма (юность), Миёко Сёдзи (старость)
Гэнъя Татибана (яп. 立花源也) — режиссёр, поклоняющийся таланту Тиёко и её большой фанат. На протяжении действия снимает фильм о её жизни. Обладает полным собранием картин Тиёко.
Сэйю: Масамити Сато (детство), Сёдзо Кояма (юность), Миёко Ийдзука (старость)
Кёдзи Ида (яп. 井田 恭二 ида кё:дзи) — оператор Татибаны, скептически относится к Тиёко и страсти босса.
Сэйю: Масая Оносака
Эйко Симао (яп. 島尾詠子) — актриса, соперничавшая с Тиёко как в работе, так и в личной жизни.
Сэйю: Сёко Цуда
Дзюнъити Отаки (яп. 大滝諄一 о:таки дзюнъити) — режиссёр, сын директора кинокомпании Гинъэй, где дебютировала Фудзивара. Позже он обманом женился на Тиёко, чем привёл Эйко в отчаяние.
Сэйю: Хиротака Судзуоки
Мино (яп. 美濃) — домохозяйка в доме Фудзивары.
Сэйю: Томиэ Катаока
Помощник на студии (яп. 番頭 банто:)
Сэйю: Такко Исимори
Управляющий студией Гинъэй (яп. 銀映専務 гинъэй сэмму)
Сэйю: Кан Токумару
Мать Тиёко (яп. 千代子の母 тиёко но хаха)
Сэйю: Хисако Кёда
Художник (яп. 鍵の君 каги но кими, господин с ключом) — таинственный антиправительственный художник, за которым Тиёко гонится всю жизнь и даже после смерти.
Сэйю: Коити Ямадэра
Полицейский со шрамом (яп. 傷の男 кидзу но отоко, мужчина со шрамом) — в молодости поймал художника, пытал его и убил. После того, как Тиёко стала знаменитой, узнал её и пришёл на студию, чтобы передать ей письмо таинственного хозяина ключа и рассказать ей о том, что с ним сталось. Однако она убегает, едва получает письмо, полицейскому приходится посвящать в дело молодого Гэнъю.
Сэйю: Масанэ Цукаяма

## Стиль и влияние
Повествование нелинейно и усложняется флешбэками и отрывками из фильмов, в которых играла Фудзивара. Татибана и его оператор тоже появляются в фильмах, причём Гэнъя всегда играет роли защитника героинь Тиёко. Однажды он спас её и в реальности, ещё когда был неопытным помощником на киностудии. Оператор же ролей не играет, кроме того, его камера остаётся с ним.
Фильм построен на историческом отражении сменяющихся времён, некоторые сцены напоминают укиё-э, другие — фильмы Акиры Куросавы, особенно «Трон в крови», при этом в повествовании нет отсылок к другим фильмам. Вместо этого режиссёр постарался создать обзор истории японского кинопроизводства. 
Сама Тиёко частично списана с известных актрис 1940-х — 1960-х Сэцуко Хары и Хидэко Такаминэ, последнюю Сатоси даже специально интервьюировал; тем не менее, по его утверждению, ни одна женщина не является полностью прототипом Тиёко.

## Реакция критиков
Millennium Actress была тепло принята критикой, рейтинг на RottenTomatoes.com составил 93 % на основе 58 обзоров. Критик Los Angeles Times сказал, что фильм «очаровательно ведёт нас туда, куда фильмы до этого не водили». Кевин Уильямс из Chicago Tribune поставил фильму четыре звезды, сопроводив это комментарием: «Картинка анимирована, но человечна и тронет душу каждого, кто любил сильно».
Борис Иванов из редакции сайта Hi-Fi.ru поместил «Актрису тысячелетия» на 18 позицию среди 100 лучших аниме за всю историю кино.

### Сборы
| Источник                      | Сборы в долларах США | Количество показов |
| ----------------------------- | -------------------- | ------------------ |
| United States                 | 37 285               | 6                  |
| United States Opening Weekend | 18 732               | 6                  |

### Награды
- Millennium Actress и «Унесённые призраками» получили гран-при[7] на фестивале Японского управления культуры.
- «Лучший анимационный фильм» на фестивале Фантазия[англ.] в 2001.
- «Лучший художественный фильм» на Восьмом Фестивале анимации в Кобе.
- «Премия имени Офудзи Нобуро (за совершенство анимации)» (яп. 大藤信郎賞 о:фудзи нобуро: сё:) фильм награждён на вручении премии Майнити.
- «Orient Express Award» Международного кинофестиваля в Каталонии в 2001.